# ويليام فريدريك ميتشل

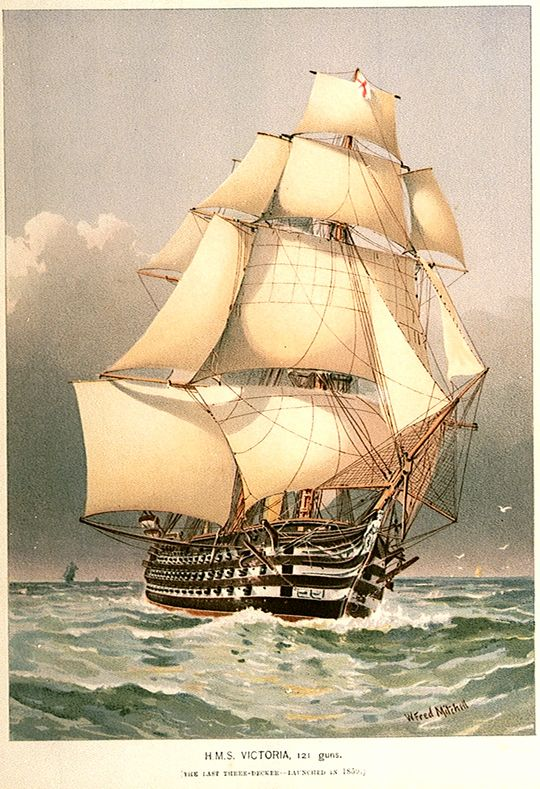

كان ويليام فريدريك ميتشل (بالإنجليزية: William Frederick Mitchell)‏ (1845–1914) فنانًا بريطانيًا مسؤولاً برسم العديد من السفن البحرية والتجارية.
تم نشر أعمال ميتشل التي تم جمعها في الأصل في البحرية الملكية البريطانية في سلسلة من الرسوم التوضيحية. يوجد الكثير منها في مجموعة المتحف البحري الوطني في غرينتش، إنجلترا. عاش ميتشل معظم حياته بالقرب من بورتسماوث وقام برسم صور للبحرية الملكية والسفن التجارية لضباطها وأصحابها. يتم ترقيم أعمال ميتشل وقد وصلت إلى أكثر من 3500. كانت وسيطته أساسًا ألوان مائية ولكنه رسم ببعض الزيوت أيضًا.